# Дятлов Володимир Олександрович
Дятлов Володимир Олександрович (нар. 5 січня 1951, Бучки; Чернігівська область) — український історик, вчений-медієвіст, кандидат історичних наук (1983), доцент (1987), доктор історичних наук (1998), професор (1998).

## Біографія
Народився 5 січня 1951 року в с. Бучки на Новгород-Сіверщині.
У 1968 році закінчив Грем'яцьку середню школу. Після цього працював на заводі «Зірка» вогнеборцем, який знаходиться у м. Шостка.
Упродовж 1970–1972 років перебував на строковій військовій службі в м. Узин (Київщина).
У 1972 вступив до Харківського державного університету імені М. Горького (нині Харківський національний університет ім. В. Н. Каразіна), який закінчив 1977 року. Отримавши диплом зі спеціальності «Історія». Професори В. І. Кадєєв, С. І. Сидельников, Б. А. Шрамко, доценти Ю. О. Голубкін, А. І. Мітряєв, Л. П. Калуцька справили вплив на формування наукових уподобань В. О. Дятлова.
З 1977 року почав працювати асистентом на кафедрі загальної історії Чернігівського педінституту імені Т. Г. Шевченка.
У 1983 році захистив кандидатську дисертацію у спеціалізованій вченій раді Харківського державного університету. Тема кандидатської дисертації: «Реформаційний рух у містах Саксонії і Тюрінгії в 1521–1524 рр.».
Протягом 1982–1985 років був старшим викладачем кафедри загальної історії ЧНПУ ім. Т. Г. Шевченка. З 1985 працював на посаді доцента. У 1986 році отримав відзнаку «Відмінник освіти». А вже 15 квітня 1987 року йому було присвоєне вчене звання доцента. З вересня 1987 року до липня 1995 року — завідувач кафедри загальної історії.
У вересні 1995 році В. О. Дятлов був призначений проректором інституту з наукової роботи і за сумісництвом працювати доцентом. З 1998 року став професором кафедри всесвітньої історії.
У 1996 році стажувався у Потсдамському університеті (Німеччина), де вивчав досвід організації наукової та навчально-методичної роботи в Німеччині.
у 1998 році захистив докторську дисертацію у спеціалізованій вченій раді Інституту української археографії та джерелознавства ім. М. С. Грушевського НАН України. Тема докторської дисертації: «Нижчі верстви населення німецького міста і Реформація (друга половина XV — перша половина XVI ст.)». З 1998 року — за сумісництвом професор кафедри всесвітньої історії.
У 2009 році В. О. Дятлову було присвоєно почесне звання «Заслужений працівник освіти України».
З жовтня 2010 року — він перший проректор Чернігівського національного педагогічного університету імені Т. Г. Шевченка.

## Навчальні курси
Викладає курс нової історії країн Європи і Америки. Розробив і читає авторський спецкурс із історичної комунікології для студентів магістратури.
У 1993 році В. О. Дятлов разом з О. Б. Коваленком підготував програму з курсу історіографії всесвітньої історії, яка була затверджена Міністерством освіти України. Також В. О. Дятлов підготував програми та навчальні посібники з історії середніх віків, Нової історії країн Європи і Америки.

## Коло наукових інтересів
Історія європейської Реформації XVI ст., історія Німеччини, культура комунікації Середньовіччя та раннього модерну. Водночас В. О. Дятлов бере безпосередню участь у краєзнавчому русі, досліджує розвиток освіти та науки, історію німецьких колоній на Чернігівщині, книжкову старовину, церковну історію регіону.

## Професійні досягнення
Активний учасник численних міжнародних, всеукраїнських та міжвузівських наукових конференцій у багатьох містах України (Київ, Харків, Дніпропетровськ, Одеса, Запоріжжя, Кам'янець-Подільський), Російської Федерації (Москва, Вологда, Іжевськ, Єкатеринбург, Волгоград), Білорусі (Гомель), Німеччини (Берлін, Потсдам).
В. О. Дятлов входить до складу Експертної ради з історичних наук Міністерства освіти і науки України. Він є головою спеціалізованої вченої ради К 79.053.01 у Чернігівському національному педагогічному університеті імені Т. Г. Шевченка та членом Спеціалізованої вченої ради Д 26.008.02 при Національному університеті «Києво-Могилянська академія».
В. О. Дятлов очолює редакційні колегії трьох фахових наукових видань: журналів «Сіверянський літопис» та «Сумська старовина», наукового щорічника «Сіверянський архів». Також входить до складу редколегій інших фахових видань: «Вісник Чернігівського національного педагогічного університету імені Т. Г. Шевченка», «Вісник Дипломатичної Академії України», «Література та культура Полісся». В. О. Дятлов є членом Міжнародної наукової асоціації істориків-дослідників Раннього Нового часу. Досить часто виступає з лекціями перед вчителями області на методичних семінарах і в Чернігівському обласному інституті підвищення кваліфікації і перепідготовки працівників освіти.
Загалом йому належить близько 120 наукових праць, у тому числі низка монографій та навчально-методичних посібників.

## Наукові роботи
- В. А. Дятлов «Хаусгеноссен» в немецких городах XV-XVI вв.// Весник Удмуртского университета.- 2007 р.,№ 7
- В. О. Дятлов. Комунікативна культура Середньовіччя i раннього Модерну в сучасній німецькій історіографії. Від історії комунікацій до історичної комунікології? / В. Дятлов // Сіверянський літопис. — 2007. — № 1. — С. 106–116.[недоступне посилання з липня 2019]
- В. О. Дятлов. «Старий» європейський міський республіканізм в епоху раннього Модерну (XVI — XVII ст.)// Сіверянський літопис. — 2005. — № 1. [Архівовано 15 липня 2014 у Wayback Machine.]
- В. О. Дятлов. Лист гетьмана I. Мазепи до цісаря Йосифа I // Сіверянський літопис. — 2006. — № 3. [Архівовано 25 квітня 2015 у Wayback Machine.]
- В. О. Дятлов."В ім'я Бога і загального добра". Нижчі верстви населення німецького міста і Реформація / Володимир Олександрович Дятлов . — Чернігів: Сіверянська думка, 1997.- 350 с.
- В. О. Дятлов. Реформи і Реформація у Німеччині (XV–XVI століття) / Володимир Олександрович Дятлов; Відп. ред. О. Б. Коваленко. — Чернігів: Видавництво Чернігівського педагогічного університету, 2010. — 307 с.
- Ю. А. Голубкин, В. А. Дятлов. Реформационное движение в Виттенберге (1521–1522гг. [Архівовано 3 травня 2018 у Wayback Machine.]
- В. А. Дятлов. Социально-экономические преобразования в Германии во время раннебуржуазной революции 1517–1525 гг., — 1990г.
- В. А. Дятлов. Низшие слои населения средневекового города XV–XVI в.,- 1992г.
- В. А. Дятлов. Реформация и социальное призрение бедных в XVI в., — 1997г.